# Hero (groupe)
Pour les articles homonymes, voir Hero.
Hero est un groupe suisse spécialisé dans l'industrie agroalimentaire, implanté dans 30 pays. Depuis 1995, la majorité des parts de l'entreprise est détenue par Dr. Arend Oetker. Le siège social de la société est à Lenzburg en Suisse. Le groupe s'est spécialisé dans l'alimentation pour bébés et enfants.

## Histoire
L'entreprise a été fondée en 1886 par Gustav Henckell et Gustav Zeiler sous la raison sociale Henckell, Zeiler & Cie. La même année, Karl Roth en devint le commanditaire. Au décès de Zeiler, l'entreprise prit le nom de Henckell & Roth (contracté en Hero) en 1889, puis de Fabrique de conserves Lenzbourg SA en 1898. 
L'entreprise est cotée en bourse depuis 1914. Depuis 1995, la majorité des parts de l'entreprise sont détenues par Dr. Arend Oetker et en quasi-totalité depuis 2003. Arend Oetker est un descendant du fondateur de la société Dr. Oetker, qui a été partagée en 2 après la seconde guerre mondiale, avec d'une part : Dr. August Oetker (Dr. Oetker) et d'autre part Dr. Arend Oetker Holding GmbH & Co et c'est bien de cette dernière que dépend Hero.  
Les produits comprenaient initialement des conserves de fruits et légumes, notamment des confitures. L'entreprise a ensuite élargi la gamme de ses produits, avec la viande en conserves dès 1917, les tomates en boîtes dès 1933, les raviolis en boîtes dès 1948, les rôtis en boîte dès 1968 et les pâtes alimentaires dès 1987. 
En Suisse, entre 1912 et 1939, l'entreprise a acquis ou créé cinq usines. 
Depuis 1898, Hero dispose de filiales à l'étranger. Elle a aussi ouvert au début du XXe siècle des filiales en Espagne (1914), aux Pays-Bas (1922) et en Italie.

## Activités et chiffres
Hero s'est lancé dans la production de repas et d'aliments pour bébés, notamment avec les marques Galactina, Ceralino et Adapta. Avec la reprise de Schwartau, Hero propose de nombreux produits pour le petit déjeuner, notamment des pâtes à tartiner aux noisettes et au cacao, des boissons au lait, des barres de céréales. 
Depuis 1995, l'entreprise essaie de se concentrer et de développer des marques fortes.
En 2013, l'entreprise compte 4 000 employés, répartis dans 30 pays, dont 220 en Suisse.

## Filiales et marques

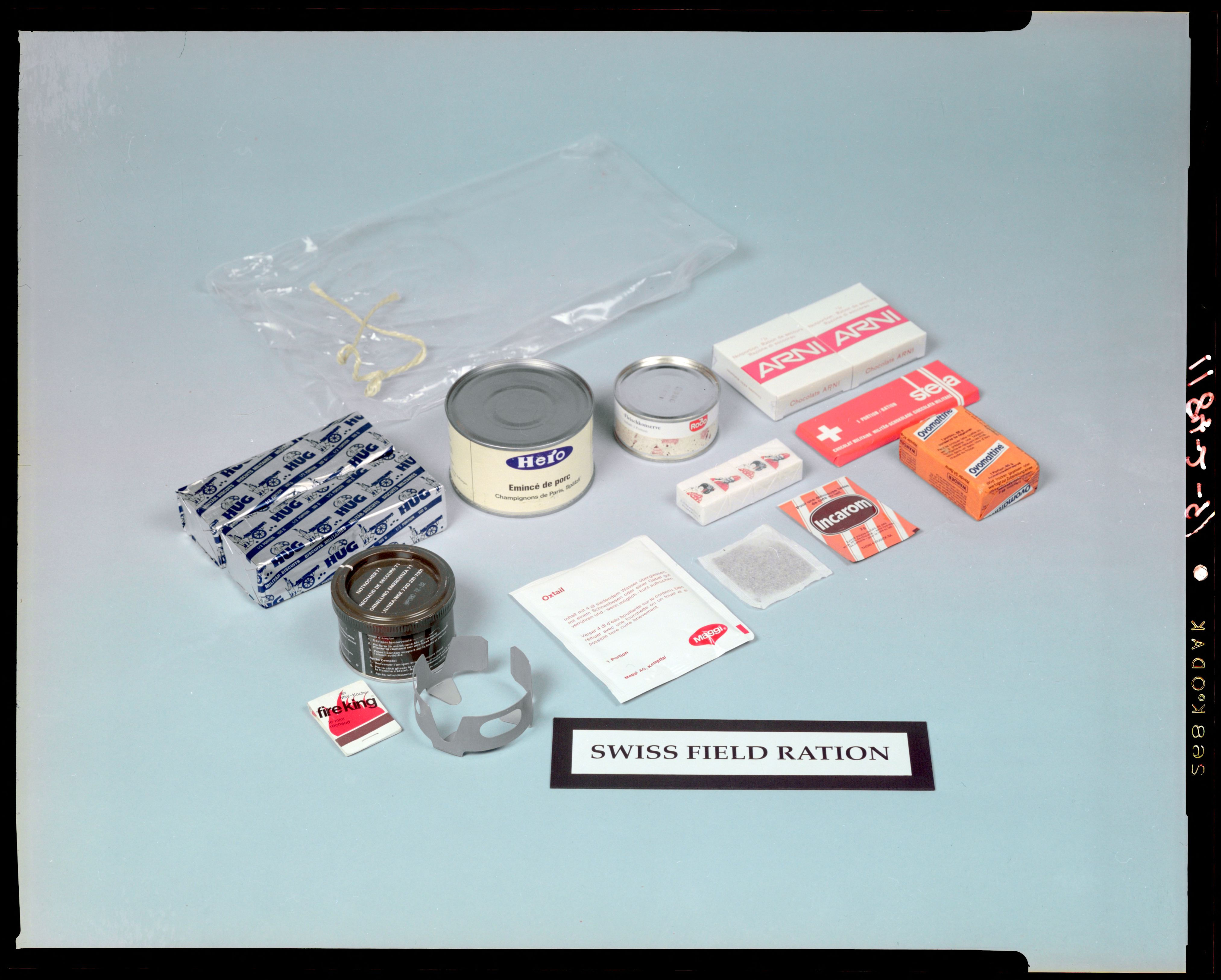
Ration militaire de l'armée suisse, avec une conserve Hero, paquets de biscuit militaire de l'Armée suisse, du chocolat militaire suisse et de l'Ovomaltine.

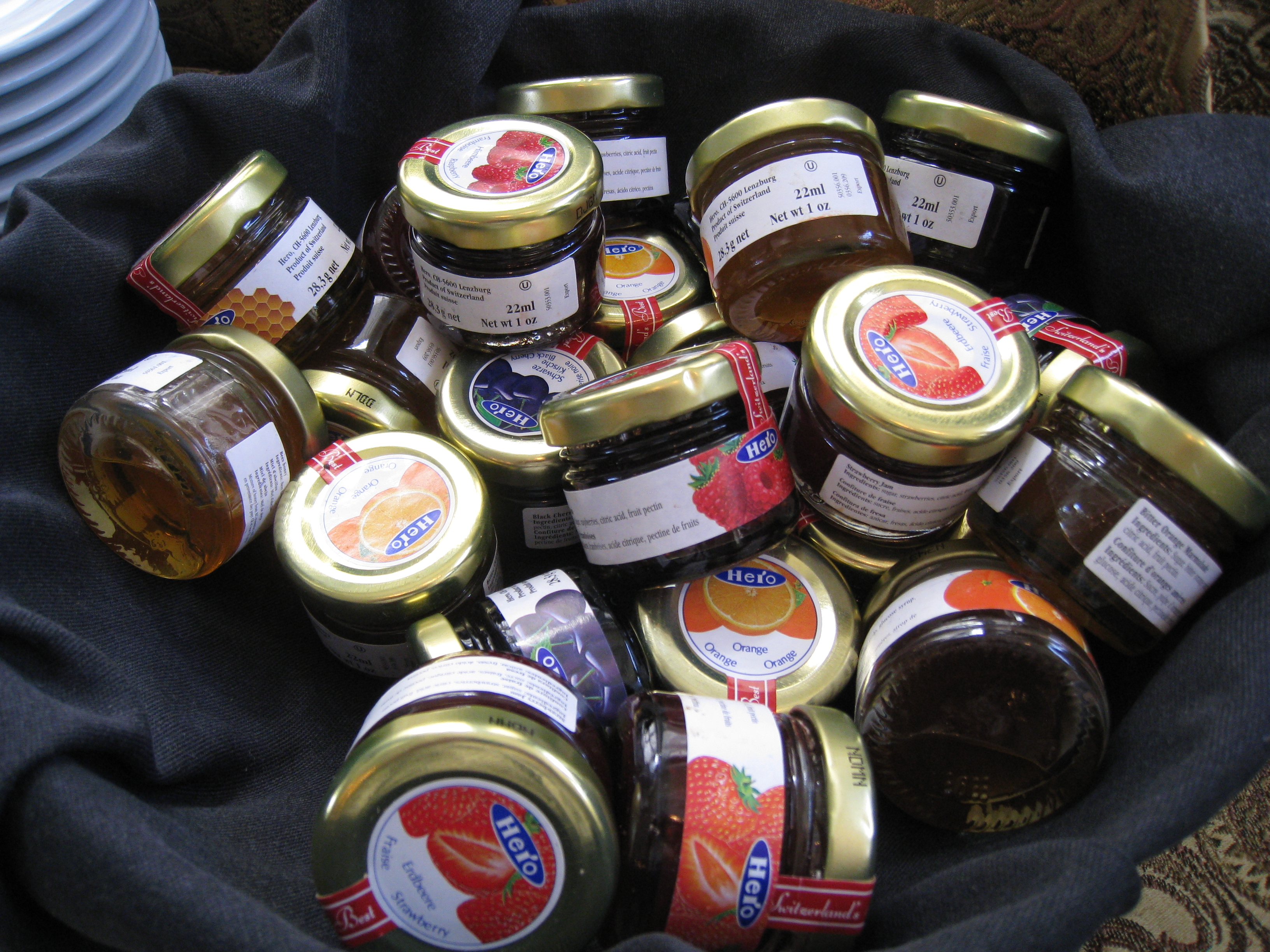
Petits pots de confiture er marmelade Hero dans un buffet d'hôtel

La société Hero a été rachetée par une société du Dr. Arend Oetker, la Schwartau International GmbH. Par la suite Hero AG a racheté les Schwartau Werke en 2002 (les usines Schwartau). Ainsi Hero-Group est en train de devenir la holding qui concentre toute l'activité liée à l'industrie alimentaire de Dr. Arend Oetker et de sa société Dr. Arend Oetker Holding GmbH & Co. 
Quelques marques du groupe : 
- Hero (Suisse, Espagne, Pays-Bas, Italie) ;
- Hero Baby ;
- Ülker Hero baby ;
- Hero Nutradefense ;
- Hero B'tween (Pays-Bas) ;
- Semper (Suède, Chine) ;
- Goodies ;
- Sunar ;
- Cake mate ;
- Juvela ;
- Friso Kindervoeding (Pays-Bas) ;
- Pumpkin Masters (USA) ;
- Corny (Rép. Chèque, Allemagne) ;
- Organix (Grande-Bretagne) ;
- Beech Nut (USA) ;
- Adapta (Suisse) ;
- Schwartau (Allemagne) ;
- Allomin (Danemark) ;
- Casa de Mateus (Portugal) ;
- Paas (USA) ;
- Popcorn Expressions (USA).